# Приморская губерния
Примо́рская губе́рния — административно-территориальная единица Дальневосточной области РСФСР, существовавшая в 1922—1926 годах. Центр — город Владивосток.
Приморская губерния была образована в 1922 году путём преобразования Приморской области. В августе 1923 года к Приморской губернии была присоединена территория упразднённой Приамурской губернии. 14 мая 1925 года в состав области фактически перешёл Северный Сахалин, бывший под японской оккупацией с ноября 1920 года (де-юре относился к Приамурской области, а позже — губернии).
По состоянию на 1 января 1926 года губерния делилась на 5 уездов:
- Владивостокский уезд
- Николаевский-на-Амуре уезд
- Никольск-Уссурийский уезд
- Спасский уезд
- Хабаровский уезд[2]

4 января 1926 года Приморская губерния была упразднена, а её территория вошла в состав Дальневосточного края.